# Motorrad-Europameisterschaft 1934

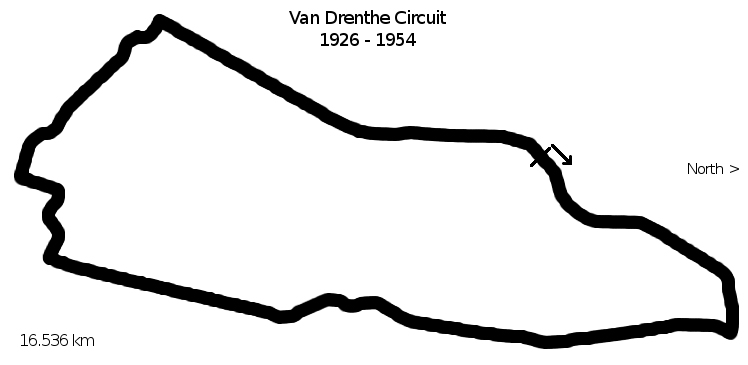
Der Circuit van Drenthe

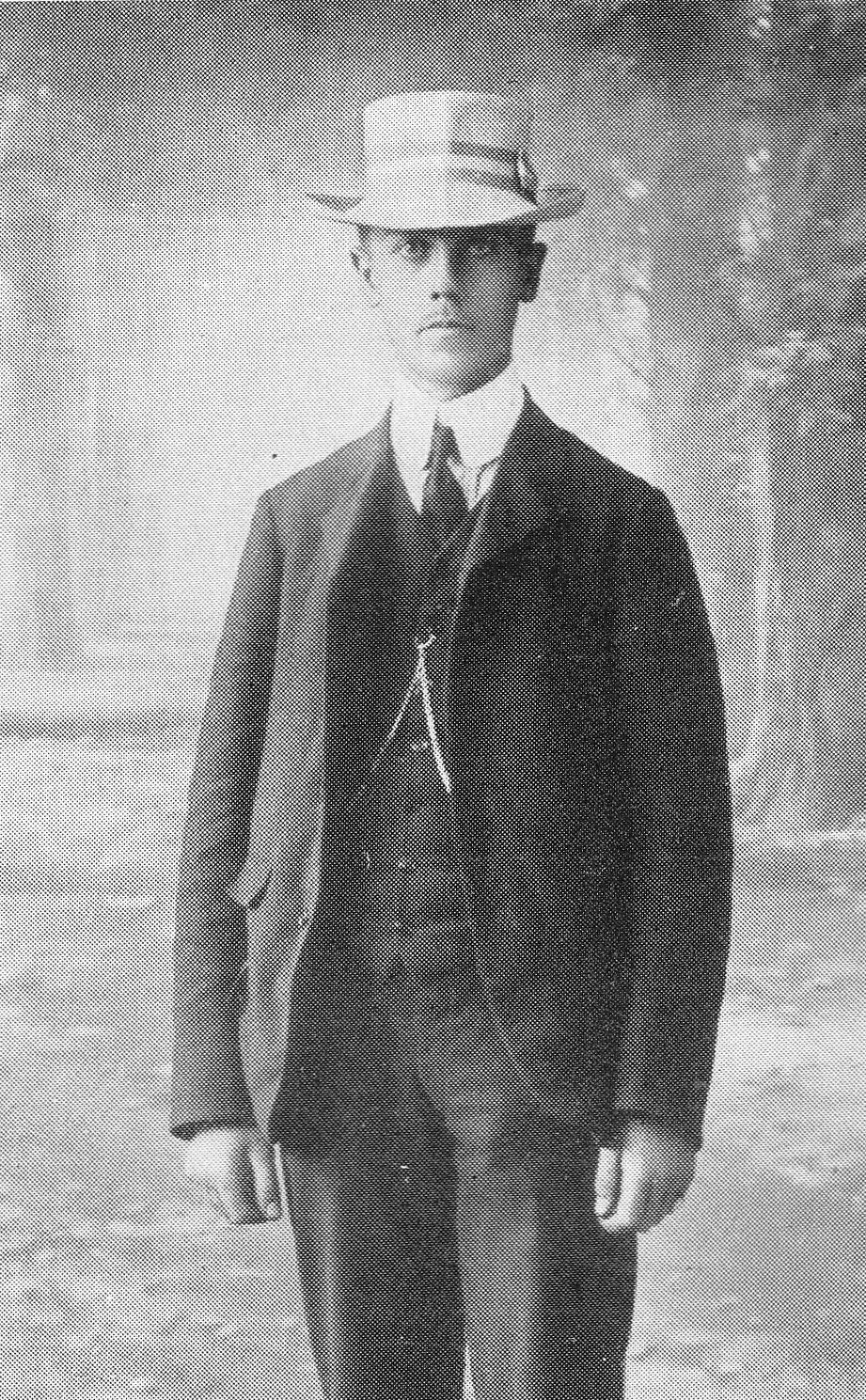
Der 175-cm³-Europameister Yvan Goor im Jahr 1906.

Die Titel der Motorrad-Europameisterschaft 1934 wurden beim XI. Großen Preis der F.I.C.M. vergeben, der am 23. Juni 1934 in Assen (Niederlande) im Rahmen der X. Dutch TT auf dem 16,536 Kilometer langen Circuit van Drenthe ausgetragen wurde.
Der Große Preis von Europa fand erstmals im Rahmen der Dutch TT statt. Die Strecke von Assen galt zur damaligen Zeit als schnellster Straßenkurs des europäischen Festlands und stellte höchste Anforderungen an Piloten und Maschinen.

## Rennverläufe
Bei den 175ern setzte sich der Belgier Yvan Goor auf einer italienischen Benelli gegen seine Landsmänner Gaston Barbé, der unter dem Pseudonym „Dickwell“ startete und Maurice van Geert durch. Für Goor war es nach 1930, als er sein Heimrennen in Spa-Francorchamps auf DKW gewann, der zweite Titelgewinn in der 175-cm³-Klasse.
In der 250-cm³-Klasse setzten sich schnell die deutschen DKW-Werksfahrer Arthur Geiss und Walfried Winkler ab. Die beiden gingen Rad an Rad in die letzte Runde. Im Ziel hatte Winkler über eine Minute Vorsprung vor dem zweitplatzierten New-Imperial-Piloten Les Archer. Geiss war ca. 100 Meter vor der Ziellinie ohne Kraftstoff liegen geblieben, da er wohl eine Runde zu früh getankt hatte, und musste seine Maschine ins Ziel schieben. Dabei wurde er ca. 30 Meter vor dem Ziel von Archer noch überholt. Für den Chemnitzer Walfried Winkler war es der erste und einzige EM-Titel seiner Laufbahn.
In der Klasse bis 350 cm³ gewann der Brite Jimmie Simpson auf Norton seinen insgesamt fünften und gleichzeitig letzten EM-Titel. Gefolgt wurde er von den beiden Velocette-Piloten Walter Rusk und Alec Mitchell. Simpson ist damit der erfolgreichste Motorrad-EM-Pilot der Vorkriegszeit.
In der Halbliterklasse siegte der 30-jährige FN-Werksfahrer Pol Demeuter aus Belgien vor seinem Teamkollegen Erik Haps, der unter dem Pseudonym „Noir“ startete, und dem niederländischen Husqvarna-Piloten Arie van der Pluym. Haps verspielte den Titel in der letzten Runde, als er in Führung liegend stürzte, konnte aber noch Rang zwei ins Ziel retten. Die deutschen Starter Toni Bauhofer, Otto Ley und Bernd Rosemeyer mussten ihre Maschinen allesamt mit technischen Defekten abstellen. Auch die beiden britischen Favoriten Stanley Woods (Husqvarna) und Jimmie Guthrie (Norton) erreichten das Ziel nicht. Sie stürzten und zogen sich dabei Verletzungen zu. Nur eine Woche später kamen Demeuter, „Noir“ und der 500er-Europameister des Vorjahres, Gunnar Kalén aus Schweden, bei Stürzen im 500-cm³-Rennen um den Großen Preis von Deutschland, der auf dem Badberg-Viereck, dem heutigen Sachsenring in Hohenstein-Ernstthal stattfand, ums Leben.

## Rennergebnisse
| Klasse  | Sieger                  | Zweiter                     | Dritter                             |
| ------- | ----------------------- | --------------------------- | ----------------------------------- |
| 175 cm³ | Yvan Goor (Benelli)     | Gaston Barbé (Barbé-J.A.P.) | Maurice van Geert (Rush-Blackburne) |
| 250 cm³ | Walfried Winkler (DKW)  | Les Archer (New Imperial)   | Arthur Geiss (DKW)                  |
| 350 cm³ | Jimmie Simpson (Norton) | Walter Rusk (Velocette)     | Alec Mitchell (Velocette)           |
| 500 cm³ | Pol Demeuter (FN)       | „Noir“ (FN)                 | Arie van der Pluym (Husqvarna)      |

## Verweise